# 合体節

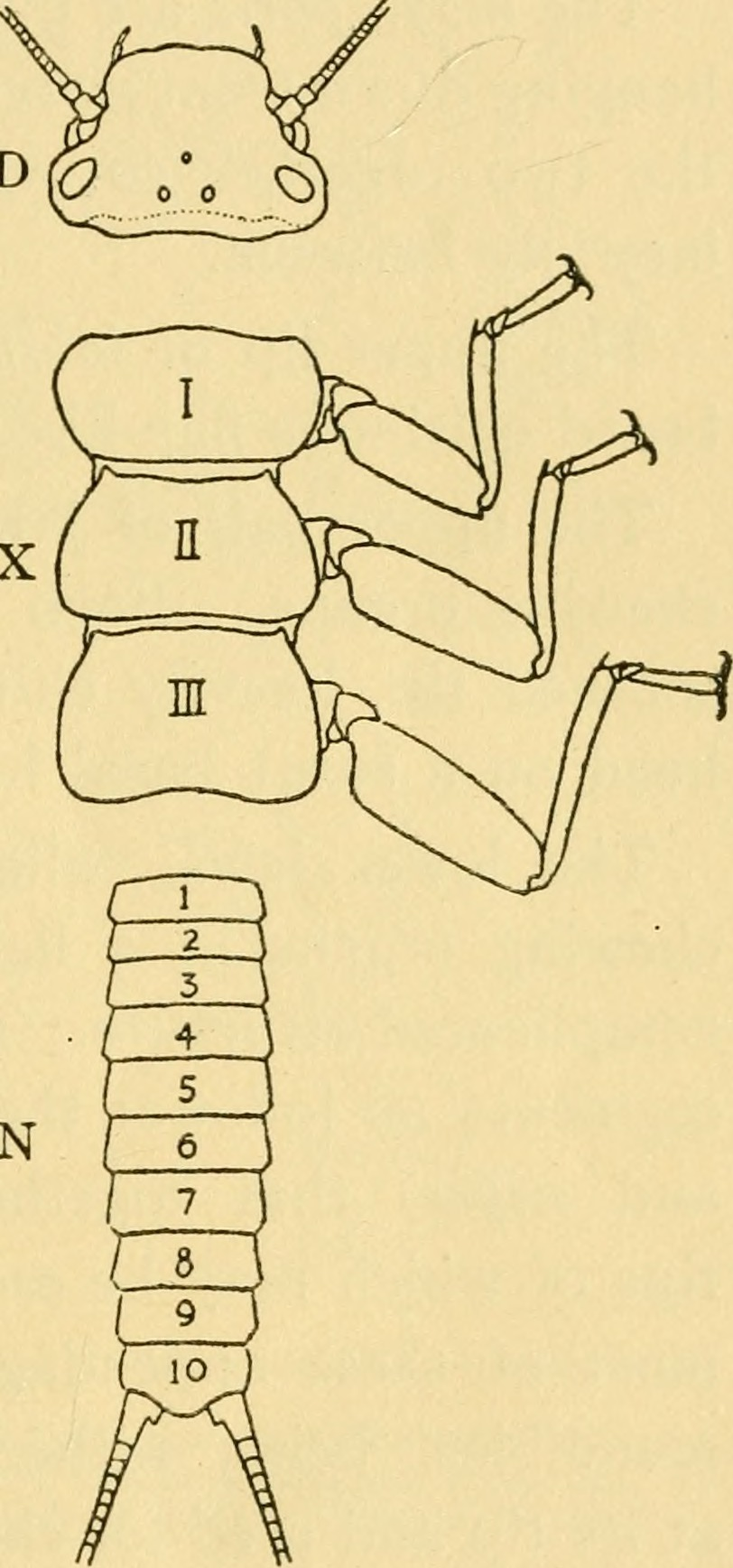
昆虫の合体節：頭部（D）、胸部（X）と腹部（N）

合体節（tagma, 複数形：tagmata）とは、節足動物などの体において、似た構造や機能をもつ複数の体節を1つにまとめた部分である。昆虫や甲殻類などの頭部・胸部・腹部、およびクモやサソリなどの前体・後体がそれに当たる。異規体節制がもたらす特徴で、このような合体節群の形成に至る進化様式は tagmosis (tagmatization) と呼ぶ。

## 概要

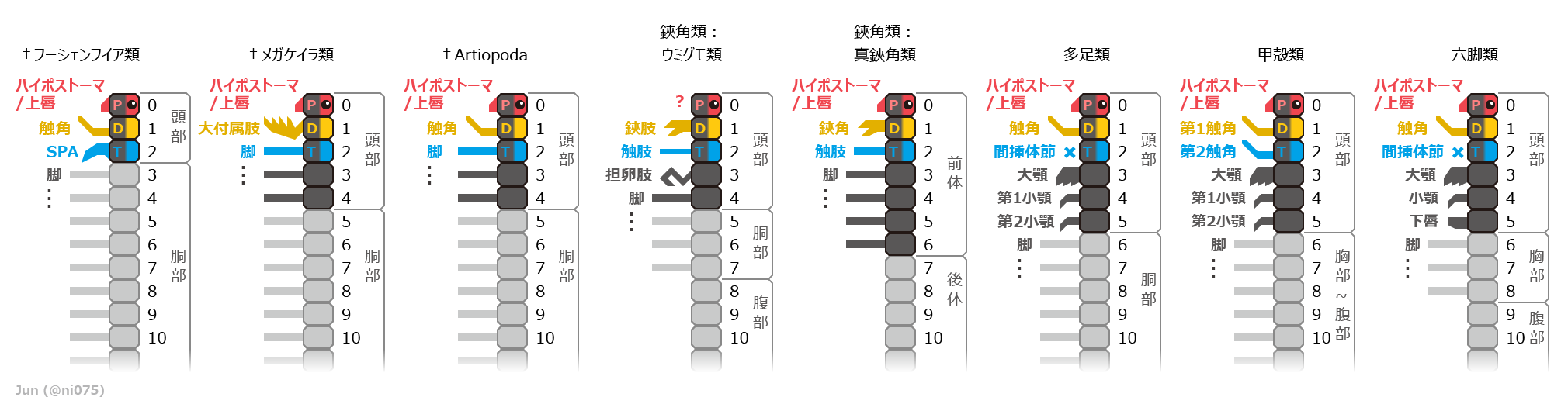
節足動物の体節制と合体節。頭部融合節（頭部/前体）をなしている体節は黒色、そのうち脳神経節をもつ部分はP/赤（前大脳）・D/黄（中大脳）・T/青（後大脳）で示される。

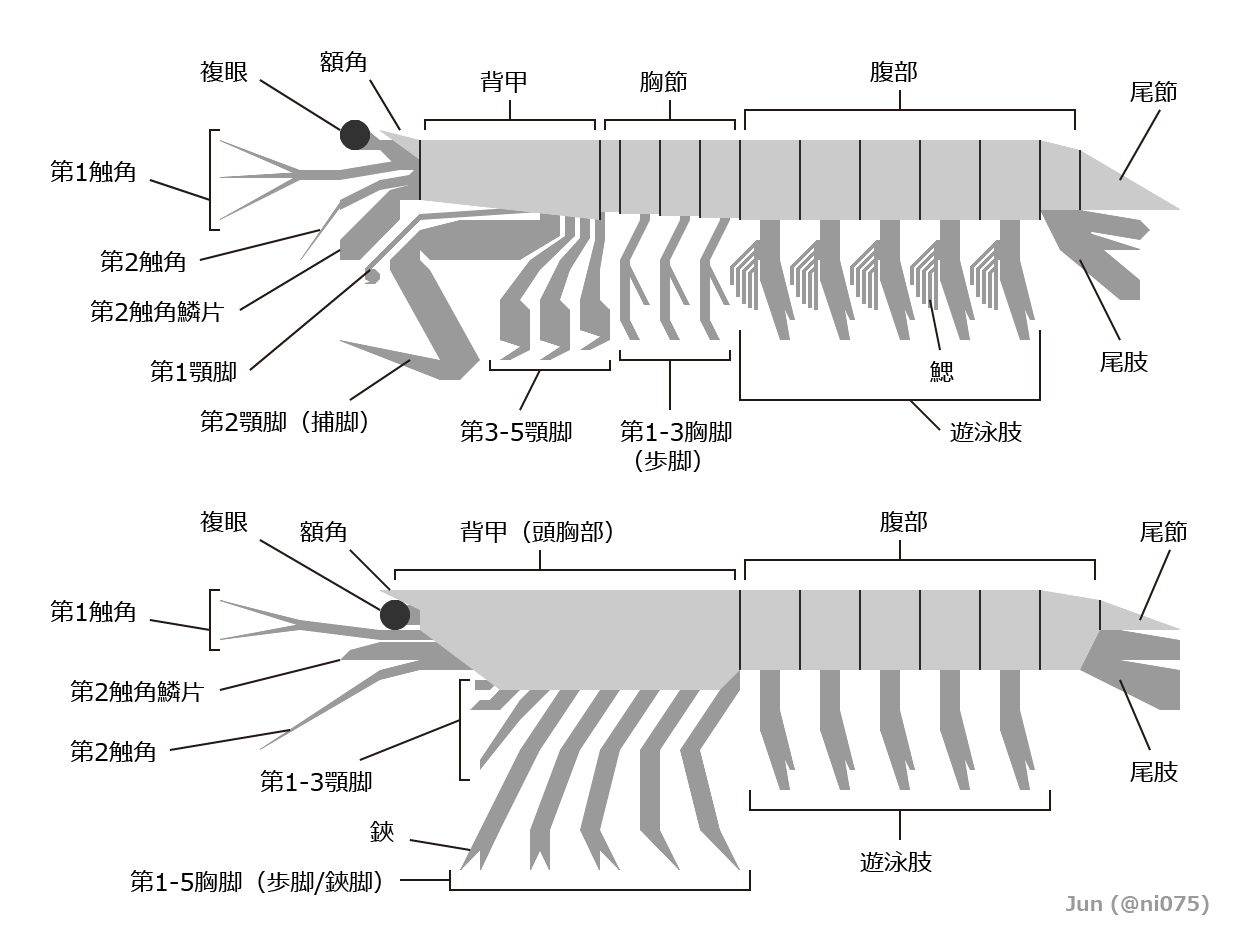
シャコ（上）とエビ（下）
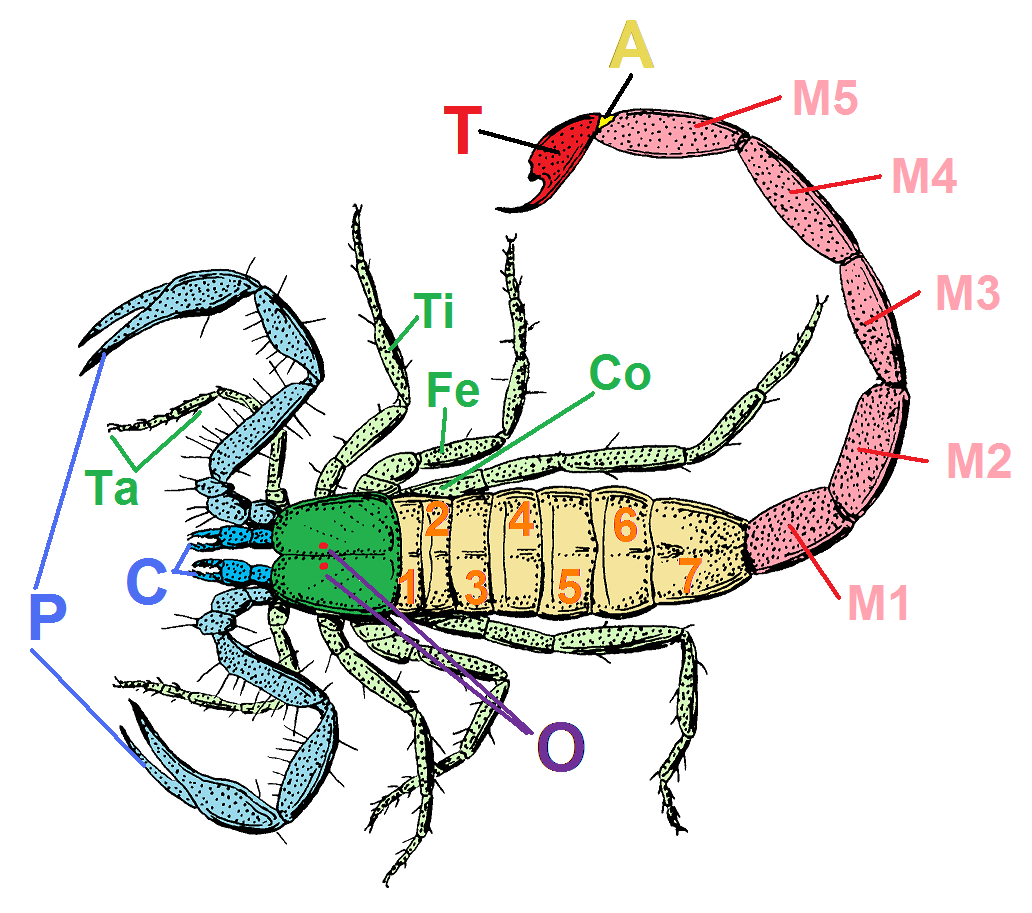
サソリ（緑色：前体、黄色：中体、ピンク色：終体、C：鋏角、P：触肢、薄緑色：脚）
アリ
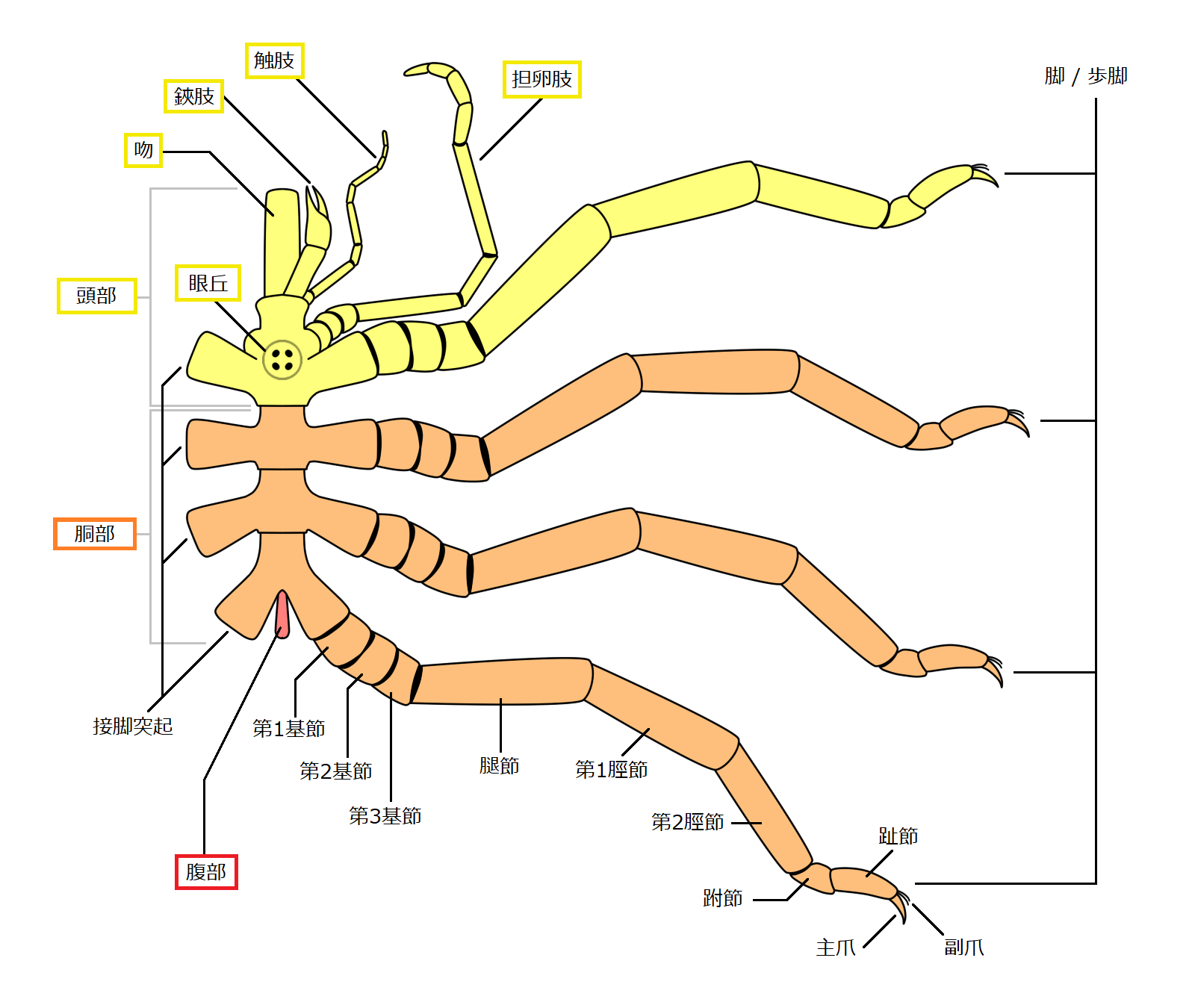
ウミグモ

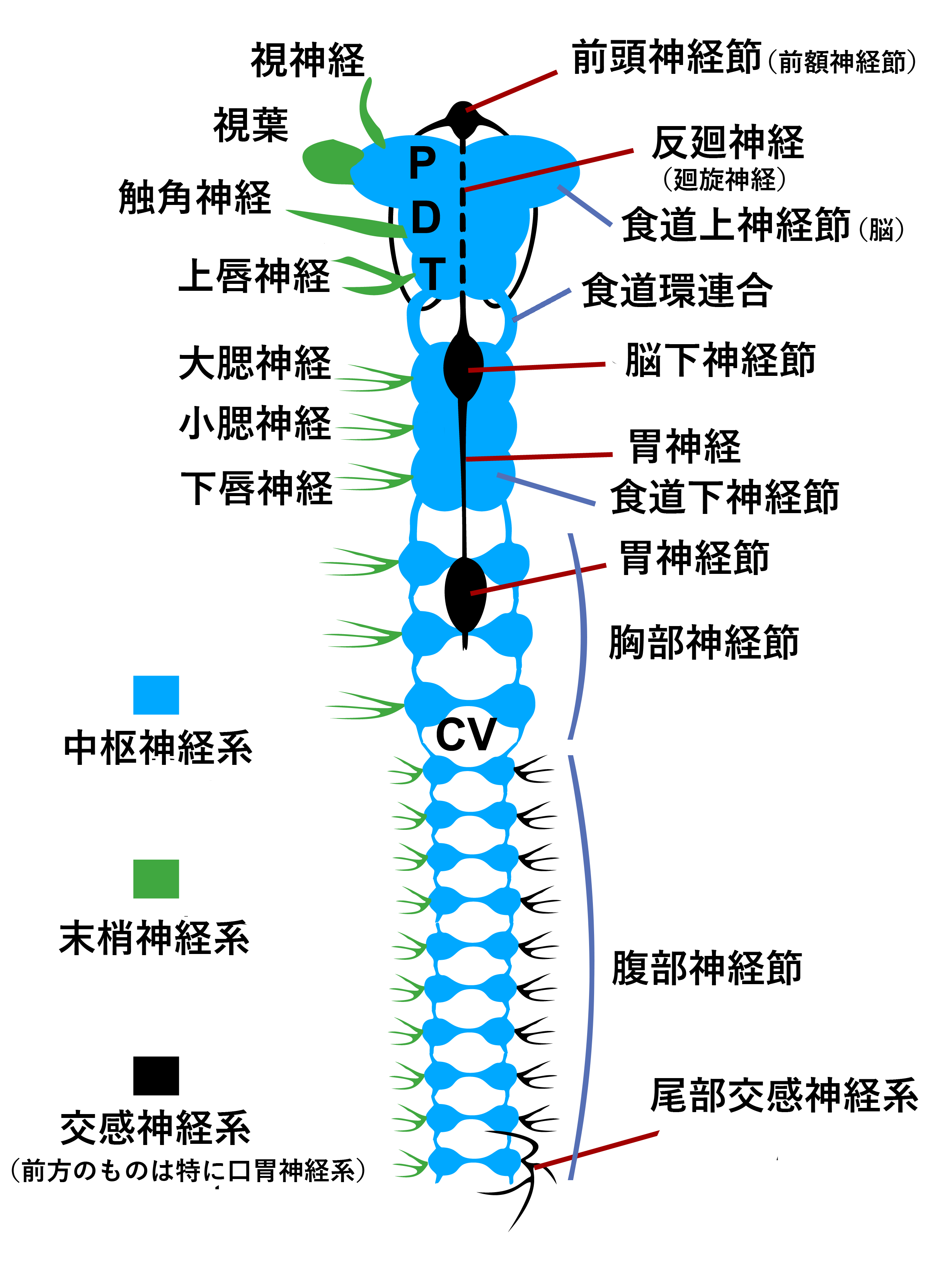
昆虫の神経系

体節制（segmentation）をもつ動物群は、体は前後で体節（somite）という複数の単位の繰り返しでできている。この体制を踏まえて異規体節制（heteronomous metamerism）が進み、すなわち隣接した複数の体節が似た構造や機能に特化し、1つの複合体に組み合わされる場合がある。このような複合体は合体節と呼ぶ。合体節は節足動物（鋏角類・多足類・甲殻類・六脚類など）で一般に見られるほか、同じ汎節足動物の有爪動物（カギムシ）と一部の葉足動物も、合体節をもつことが認められる（詳細は後述参照）。
六脚類（昆虫など）や甲殻類の腹部のように、1つの合体節を構成する複数体節の外骨格（背板 tergite と腹板 sternite）は、元の体節構造が顕著に残される例が多い。しかし一部の合体節、特に先頭のもの（頭部融合節 head-tagma）は大顎類（多足類・甲殻類・六脚類）の頭部や多く鋏角類（カブトガニ・クモ・サソリなど）の前体のように、往々にして体節の境目が見当たらないほど融合が進み、単一の外骨格（頭板・背甲など）に覆われている。また、隣接した複数の合体節が融合する（例えば頭部と胸部をまとめたカニとエビの頭胸部）・1つの合体節が複数の合体節に分化する（例えば中体と終体に分かれたサソリの後体）・隣接した2つの合体節の間に体節が移行する（例えば腹部から遊離して胸部と癒合したハチとアリの前伸腹節）など、合体節自体が更に特化を進んだ例もある。
節足動物の各体節に由来する付属肢（関節肢）も、往々にして合体節に応じて特化が進んでいる。昆虫の歩行用の3対の脚は胸部に、エビの遊泳用の5対の遊泳肢は腹部に備わるように、同じ構造や機能をもつ複数対の付属肢は原則として同じ合体節のみから生えている。ただし、このような付属肢が例外的に複数の合体節にかけて配置される場合もあり、例えばメガケイラ類とウミグモは頭部・胴部とも同形の脚が生えていた。一方、前方の合体節は往々にして構造や機能が異なった付属肢をあわせもち、例えば大顎類の頭部は感覚用の触角と摂食用の顎、鋏角類の前体は摂食用の鋏角と歩行用の脚を兼ね備えていた。また、六脚類の腹部や鋏角類の後体のように、後方の合体節の付属肢が退化的な例も多く見られる。
上述の外部構造のみならず、各体節由来の内部構造も合体節に応じて特化した場合が多く見られる。これは中枢神経系で顕著に表れ、特に頭部や前体の各体節由来の神経節は一体化した傾向が強く、脳（脳神経節）やそれ以上の集中部を形成する。他にも頭胸部に集中したカニとエビの心臓・腹部に集中した昆虫の生殖腺・胸部に集中したフーシェンフイア類の消化腺などが挙げられる。

## 節足動物の合体節一覧
節足動物は分類群によって合体節の区分や構成が異なり、様々な呼称で呼ばれている。なお、同じ分類群だとしても、合体節の区分方法や呼称が文献により異なる場合がある。また、同じ呼称をもつ合体節は、必ずしも相同な体節に対応するとは限らない。
次の一覧表では、合体節に含まれる体節数は括弧内のアラビア数字「（n）」、絶滅群は「†」で示され、尾節（telson、肛門節 anal somite）などという体節として認められない部分は含まれない。また、一部の分類群の合体節の構成はかつて議論があり、以下の見解を踏まえた体系のみ列挙される。
- 眼・上唇・口・前大脳が由来する先節（ocular somite）を "第1体節" として加算し始める体系もある[4][12]が、先節と前大脳に関してはこの体系を覆しかねない2体節由来（前大脳=prosocerebrum+archicerebrum）説もある[7][13]。そのため、本項目では先節を "第0節"（somite 0）として他の体節（post-ocular somites）から区別され、その直後の中大脳性体節を第1体節（somite I）として加算し始めるという、先節の解釈違いに影響されずに成立できる一般的な体系[14][5][15]を踏まえて記述する。
- かつて、大顎類（多足類・甲殻類・六脚類）の頭部は眼をもつ先節と第1触角をもつ体節の間に「触角前節」があるともされ、それぞれの擬顎（甲殻類）や下咽頭（多足類・六脚類）は独自の体節由来との説もあり、これらを踏まえて、大顎類の頭部は少なくとも先節+6節ともされていた[8]。しかしこれらの解釈は否定的で、先節と第1触角の間に「触角前節」はなく、擬顎や下咽頭は大顎をもつ体節由来の構造体、頭部は少なくとも先節+5節として認められる[16][4][7]。
- 一部の文献記載では、大顎類などの頭部は前後2つに分かれ、眼と触角をもつ部分を前頭域（procephalon）、大顎や小顎などの口器をもつ部分を顎頭域（gnathocephalon）と呼ばれていた[8]が、この2部はほとんどの場合では1つの合体節をなし、ごく一部の分類群（シャコ類など）のみ明らかに分節して2つの合体節として認められる[17][18]。

### 六脚類
次の表は特記しない限り Fusco & Minelli 2013 に基づく。
| トビムシ類                         | 頭部 head（先節+5） | 胸部 thorax（3）                        | 腹部 abdomen（6）    |                    |
| カマアシムシ類・コムシ類           | 頭部 head（先節+5） | 胸部 thorax（3）                        | 腹部 abdomen（11）   |                    |
| 昆虫類（通常体系）                 | 頭部 head（先節+5） | 胸部 thorax（3）                        | 腹部 abdomen（9-11） |                    |
| 昆虫類：膜翅類：細腰類（通常体系） | 頭部 head（先節+5） | 中体節 mesosoma（4）                    | 後体節 metasoma（9） |                    |
| 昆虫類：膜翅類：細腰類：アリ類     | 頭部 head（先節+5） | 中体節 mesosoma /有翅体節 alitrunk（4） | 腹柄 petiole（1/2）  | 腹部 gaster（8/7） |

### 甲殻類
次の表は特記しない限り Fusco & Minelli 2013 に基づく。
| 貝虫類                                 | 頭部 head（先節+5）                                | 胴部 trunk（？）                     |                          |               |                                   |
| ヒゲエビ類                             | 頭部 head（先節+5）                                | 胸部 thorax（5）                     | 腹部 abdomen（5）        |               |                                   |
| 鰓尾類                                 | 頭部 head（先節+5）                                | 胸部 thorax（4）                     | -                        |               |                                   |
| シタムシ類                             | -                                                  |                                      |                          |               |                                   |
| カイアシ類（頭部・胸部・腹部体系）     | 頭部 cephalosome（先節+6）                         | 胸部 thorax（6）                     | 腹部 abdomen（3）        |               |                                   |
| カイアシ類（頭部・胸部・後体部体系）   | 頭部 cephalosome（先節+6）                         | 胸部 metasome（5）                   | 後体部 urosome（4）      |               |                                   |
| カイアシ類（前体部・後体部体系）       | 前体部 prosome（先節+11）                          | 後体部 urosome（4）                  |                          |               |                                   |
| 鞘甲類                                 | 頭部 head（先節+5）                                | 胸部 thorax（6）                     | 腹部 abdomen（≦5）       |               |                                   |
| 軟甲類（コノハエビ類以外、通常体系）   | 頭部 head（先節+5）                                | 胸部 pereon /thorax（8）             | 腹部 pleon /abdomen（6） |               |                                   |
| 軟甲類：コノハエビ類                   | 頭部 head（先節+5）                                | 胸部 pereon /thorax（8）             | 腹部 pleon /abdomen（7） |               |                                   |
| 軟甲類：シャコ類（tagma I-V体系）      | tagma I（先節+2）                                  | tagma II /顎頭域 gnathocephalon（3） | tagma III（5）           | tagma IV（3） | tagma V /腹部 pleon /abdomen（6） |
| 軟甲類：等脚類・端脚類                 | 頭部 head/cephalon /頭胸部 cephalothorax（先節+6） | 胸部 pereon /thorax（7）             | 腹部 pleon /abdomen（6） |               |                                   |
| 軟甲類：タナイス類                     | 頭胸部 cephalothorax（先節+7）                     | 胸部 pereon /thorax（6）             | 腹部 pleon /abdomen（6） |               |                                   |
| 軟甲類：十脚類                         | 頭胸部 cephalothorax（先節+13）                    | 腹部 pleon（6）                      |                          |               |                                   |
| カシラエビ類                           | 頭部 head（先節+5）                                | 胸部 thorax（8）                     | 腹部 abdomen（11）       |               |                                   |
| 鰓脚類：無甲類                         | 頭部 head（先節+5）                                | 胸部 thorax（11-19）                 | 腹部 abdomen（8）        |               |                                   |
| 鰓脚類：カブトエビ類（胸部・腹部体系） | 頭部 head（先節+5）                                | 胸部 thorax（11）                    | 腹部 abdomen（?）        |               |                                   |
| 鰓脚類：カブトエビ類（胴部体系）       | 頭部 head（先節+5）                                | 胴部 trunk（25-44）                  |                          |               |                                   |
| 鰓脚類：カイエビ類                     | 頭部 head（先節+5）                                | 胴部 trunk（12-32）                  |                          |               |                                   |
| 鰓脚類：ミジンコ類                     | 頭部 head（先節+5）                                | 胸部 thorax（4-6）                   | 腹部 abdomen（？）       |               |                                   |
| ムカデエビ類                           | 頭部 cephalon /頭胸部 cephalothorax（先節+6）      | 胴部 trunk（16-42）                  |                          |               |                                   |

### 多足類
次の表は特記しない限り Fusco & Minelli 2013 に基づく。
| ムカデ類：ゲジ類・イシムカデ類・ナガズムカデ類 | 頭部 head（先節+5） | 胴部 trunk（18）     |
| ムカデ類：オオムカデ類                         | 頭部 head（先節+5） | 胴部 trunk（24-46）  |
| ムカデ類：ジムカデ類                           | 頭部 head（先節+5） | 胴部 trunk（30-194） |
| ヤスデ類                                       | 頭部 head（先節+5） | 胴部 trunk（≧14）    |
| コムカデ類                                     | 頭部 head（先節+5） | 胴部 trunk（14）     |
| エダヒゲムシ類                                 | 頭部 head（先節+5） | 胴部 trunk（12）     |

### 鋏角類
次の表は特記しない限り Dunlop & Lamsdell 2017 を基にしつつ、以下の見解に対応する体系のみ列挙される。
- 鋏角類の前体（prosoma）は "頭胸部" とも呼ばれていたが、これは他の節足動物における頭部そのものに該当する単一の頭部融合節で、頭部（head/cephalon）と胸部（thorax）という2種類の合体節の癒合に由来する頭胸部（cephalothorax）ではない[4][5]。
- かつて、鋏角類の眼をもつ先節と鋏角をもつ体節の間には、大顎類の第1触角に相同の体節があるとされ、これにより現生真鋏角類（ウミグモ類以外の現生鋏角類）の最終の脚は第7体節由来で、前体は先節から第7体節まで含むとされていたが、発生学[26]・神経解剖学[26][27]・遺伝子発現[28][29][30][31][32]に否定され、鋏角をもつ体節の方が第1体節（最終の脚をもつ体節は第6体節）として広く認められる[7]。
- 真鋏角類の（上述の再検討を踏まえて数えられる）第7体節を前体に含める体系もあるが、第7体節を後体に含める体系の方が一般的である[5]。
- かつて合体節と考えられたダニ類の顎体部（gnathosoma）[33][4][5]は、付属肢のみでできて、体節自体は含まれない複合体であり、合体節として認められなくなっている[15]。
- ウミグモ類の頭部（cephalon/cephalosoma）はかつて先節から担卵肢をもつ第3体節までのみ含むともされたが、直後の第1脚をもつ第4体節はこれらの部分と一体化して1つの合体節をなしているため、頭部を先節から第4体節まで含める体系の方が広く認められている[34][14][5]。
- ウミグモ類の鋏肢は一時期では先節由来説を提唱され[35]、これにより全ての付属肢の由来は前に1節ずらして、上述の体系を踏まえても頭部は先節から第3体節までのみ含むとされたが、神経解剖学と遺伝子発現に否定され、鋏肢は第1体節由来であることが広く認められる[30][31][32]。

| †ワレイタムシ類 †ウララネイダ類 クモ類 †コスリイムシ類 ウデムシ類 サソリモドキ類 ヤイトムシ類 カニムシ類 | 前体 prosoma（先節+6）                | 後体 opisthosoma（12）                |                                        |
| サソリ類・†ウミサソリ類（前・後体体系）                                                                  | 前体 prosoma（先節+6）                | 後体 opisthosoma（13）                |                                        |
| サソリ類・†ウミサソリ類（前・中・終体体系）                                                              | 前体 prosoma（先節+6）                | 中体 mesosoma /前腹部 preabdomen（8） | 終体 metasoma /後腹部 postabdomen（5） |
| クツコムシ類                                                                                             | 前体 prosoma（先節+6）                | 後体 opisthosoma（12？）              |                                        |
| ヒヨケムシ類                                                                                             | 前体 prosoma（先節+6）                | 後体 opisthosoma（11）                |                                        |
| コヨリムシ類                                                                                             | 前体 prosoma（先節+6）                | 後体 opisthosoma（11）                |                                        |
| †ムカシザトウムシ類                                                                                      | 前体 prosoma（先節+6）                | 後体 opisthosoma（10）                |                                        |
| ザトウムシ類                                                                                             | 前体 prosoma（先節+6）                | 後体 opisthosoma（9）                 |                                        |
| ダニ類（前・後体体系）                                                                                   | 前体 prosoma（先節+6）                | 後体 opisthosoma（≧2？）              |                                        |
| ダニ類：胸板ダニ類（前・後体部体系）                                                                     | 前体部 proterosoma（先節+4）          | 後体部 hysterosoma（≧4？）            |                                        |
| ダニ類：胸板ダニ類（前・中・後胴体部体系）                                                               | 前体部 proterosoma（先節+4）          | 中胴体部 metapodosoma（2）            | 後胴体部 opisthosoma（≧2？）           |
| †カスマタスピス類                                                                                        | 前体 prosoma（先節+6）                | 前腹部 preabdomen（4）                | 後腹部 postabdomen（9）                |
| †ハラフシカブトガニ類（前・後体体系）                                                                    | 前体 prosoma（先節+6）                | 後体 opisthosoma（9-11）              |                                        |
| †ハラフシカブトガニ類（前・後腹部体系）                                                                  | 前体 prosoma（先節+6）                | 前腹部 preabdomen（7-8）              | 後腹部 postabdomen（3）                |
| 狭義のカブトガニ類：カブトガニ亜目                                                                       | 前体 prosoma（先節+6）                | 後体 opisthosoma（9）                 |                                        |
| ウミグモ類（通常体系）                                                                                   | 頭部 cephalon /cephalosoma（先節+4）  | 胴部 trunk（3）                       | 腹部 abdomen（≦4）                     |
| ウミグモ類（前・後体体系）                                                                               | 前体 prosoma（先節+6/7）              | 後体 opisthosoma（≦5/4）              |                                        |
| †モリソニア類                                                                                            | 頭部 cephalon（先節+7）               | 胸部 thorax（≧7）                     | 尾部 pygidium（≧3）                    |
| †ハベリア類                                                                                              | 頭部 cephalon /前体 prosoma（先節+7） | 胴部 trunk /後体 opisthosoma（≦12）   |                                        |

### その他の絶滅群
| †ラディオドンタ類    | 頭部 head（先節）         | neck（3-6）             | main trunk（≧7）             |                      |
| †イソキシス類        | 頭部 head（先節+4）       | 胴部 trunk（≧12）       |                              |                      |
| †フーシェンフイア類  | 頭部 cephalon（先節+2）   | 前胸部 prothorax（3-6） | 後胸部 opisthothorax（5-29） | 腹部 abdomen（3-16） |
| †Artiopoda：光楯類   | 頭部 cephalon（先節+4/5） | 胴部 trunk（7-12）      |                              |                      |
| †Artiopoda：三葉虫類 | 頭部 cephalon（先節+4）   | 胸部 thorax（≧2）       | 尾部 pygidium（≧3）          |                      |
| †メガケイラ類        | 頭部 cephalon（先節+4）   | 胴部 trunk（≧11）       |                              |                      |
| †Hymenocarina        | 頭部 cephalon（先節+5）   | 胴部 trunk（≧14）       |                              |                      |

## 節足動物以外の合体節

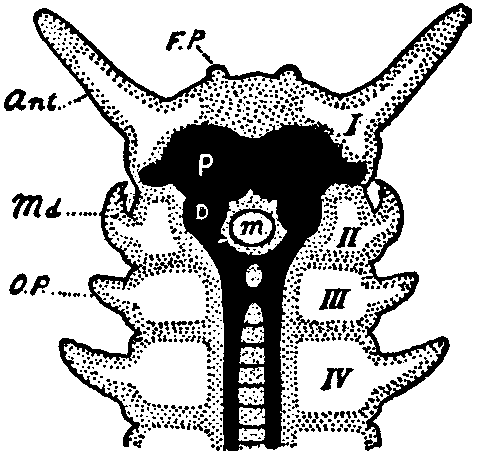
有爪動物の先節（I）、第1-2体節（II-III）、触角（Ant）、顎（Md）、粘液噴射孔（OP）、前大脳（P）と中大脳（D）

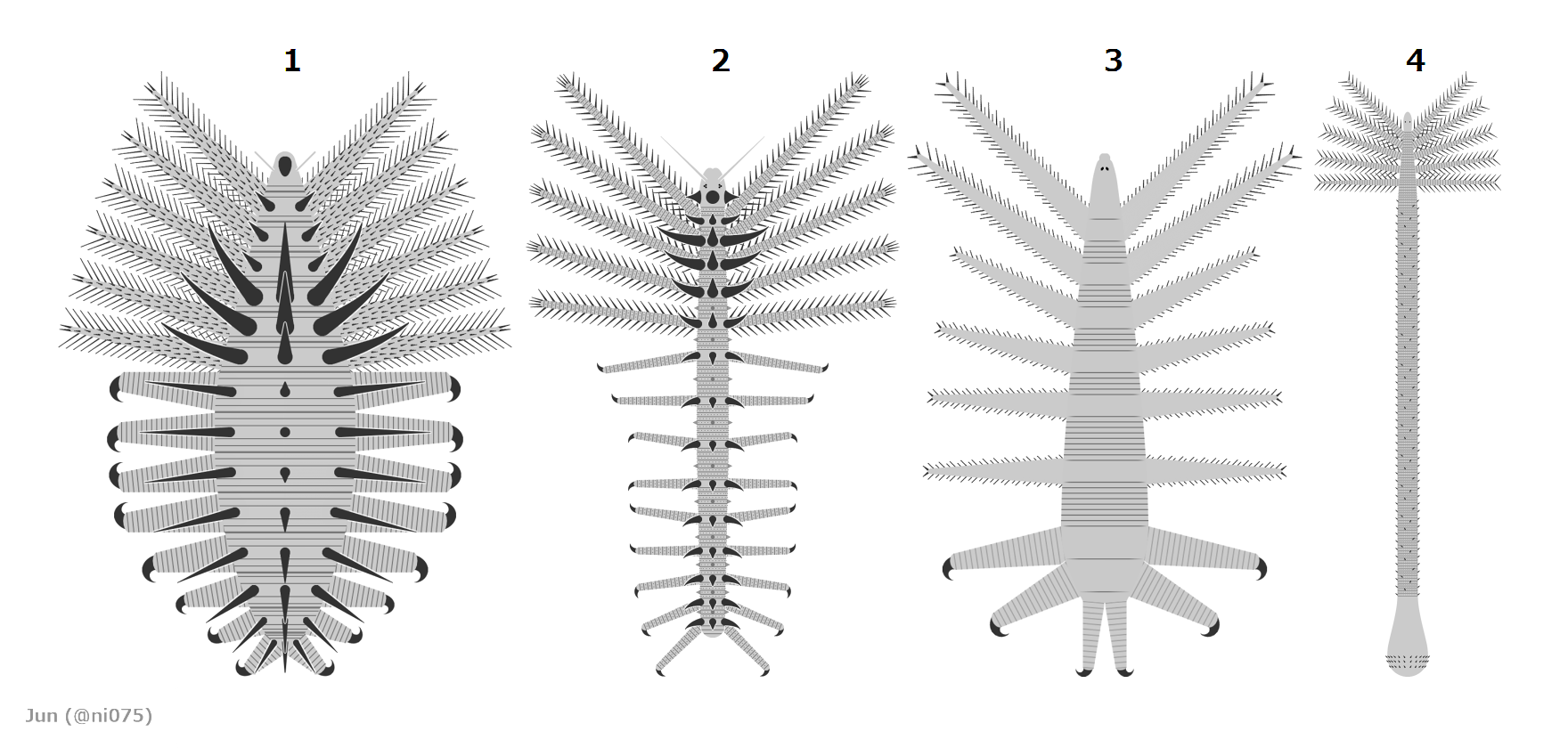
ルオリシャニア類のコリンソヴェーミス（1）、ルオリシャニア（2）、オヴァティオヴェーミス（3）とファシヴェーミス（4）

節足動物ほど極端ではないが、同じく汎節足動物に含まれ、合体節をもつことが認められる動物の分類群は次の通りに挙げられる。なお、これらの分類群の合体節は、一般に節足動物と収斂進化したものだと考えられる。
- 有爪動物（カギムシ）の頭部は、触角・口・眼をもつ先節、顎（特化した付属肢）をもつ第1体節、および粘液の噴射孔（slime papilla）をもつ第2体節の融合でできた合体節である[55][56][57]。先節と第1体節は節足動物と似て、順に前大脳と中大脳をもつが、第2体節の中枢神経は残りの胴節と同形な腹神経索であり、節足動物のような後大脳ではない[56][57]。頭部腹面の口は外部が一輪の乳頭突起（lip papilla）に囲まれるが、これは先節の口に由来でなく、先節、第1と第2体節由来の表皮構造を集約させた複合体である[55][56][57]。
- 絶滅した葉足動物の体は多くがほぼ同じ体節構造の繰り返しで、合体節を認められない。しかしルオリシャニア類とハルキゲニア類の葉足動物は胴部の分化が進み、前後それぞれ摂食と移動の役割を担った2つの合体節に分けられる[6]。ルオリシャニア類の場合、前5-6胴節の葉足は採餌用の羽毛状に、それ以降の葉足は爪が付着生物を掴んで登れるような鉤爪に特化し、背中に棘をもった場合はそれも往々にして前方の胴節の方が強大である[58][6][59][60]。ハルキゲニア類の場合、前2-3胴節の葉足が単調な触手状に特化している[61][62][63]。また、ほとんどの葉足動物の頭部は最多でも1対の付属肢のみをもつため、先節のみ含むとされる[55]が、有爪動物に近縁と思われるアンテナカンソポディアは、例外的に2対の触角を頭部に有し、有爪動物のように頭部は複数体節（おそらく先節と第1体節）でできた合体節と考えられる[64][7]。

## Pseudotagma

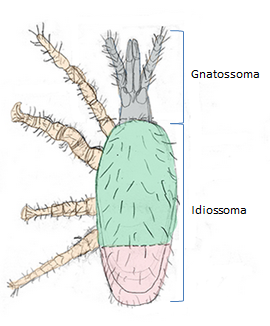
ダニの体制
合体節：
前体（灰色+緑色）
後体（ピンク色）
Pseudotagmata：
顎体部（灰色）
胴体部（緑色+ピンク色）
脚体部（緑色）

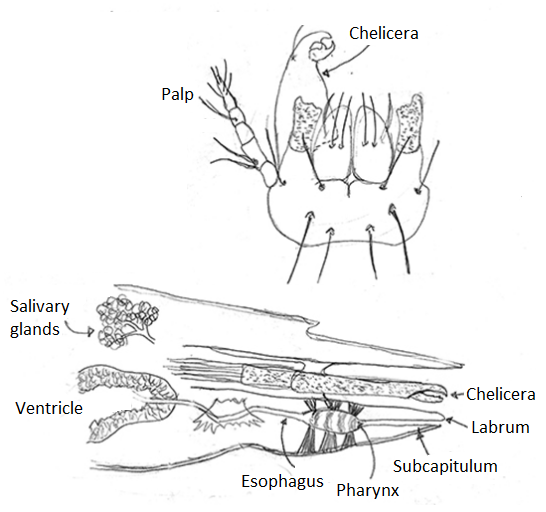
ダニの顎体部
右上：腹面
下：縦断面
Chelicera：鋏角
Labrum：上唇
Palp+Subcapitulum：触肢
Pharynx：咽頭
（それ以外の唾液腺 salivary glands・食道 esophagus・ventricle などは胴体部/脚体部内の構造）

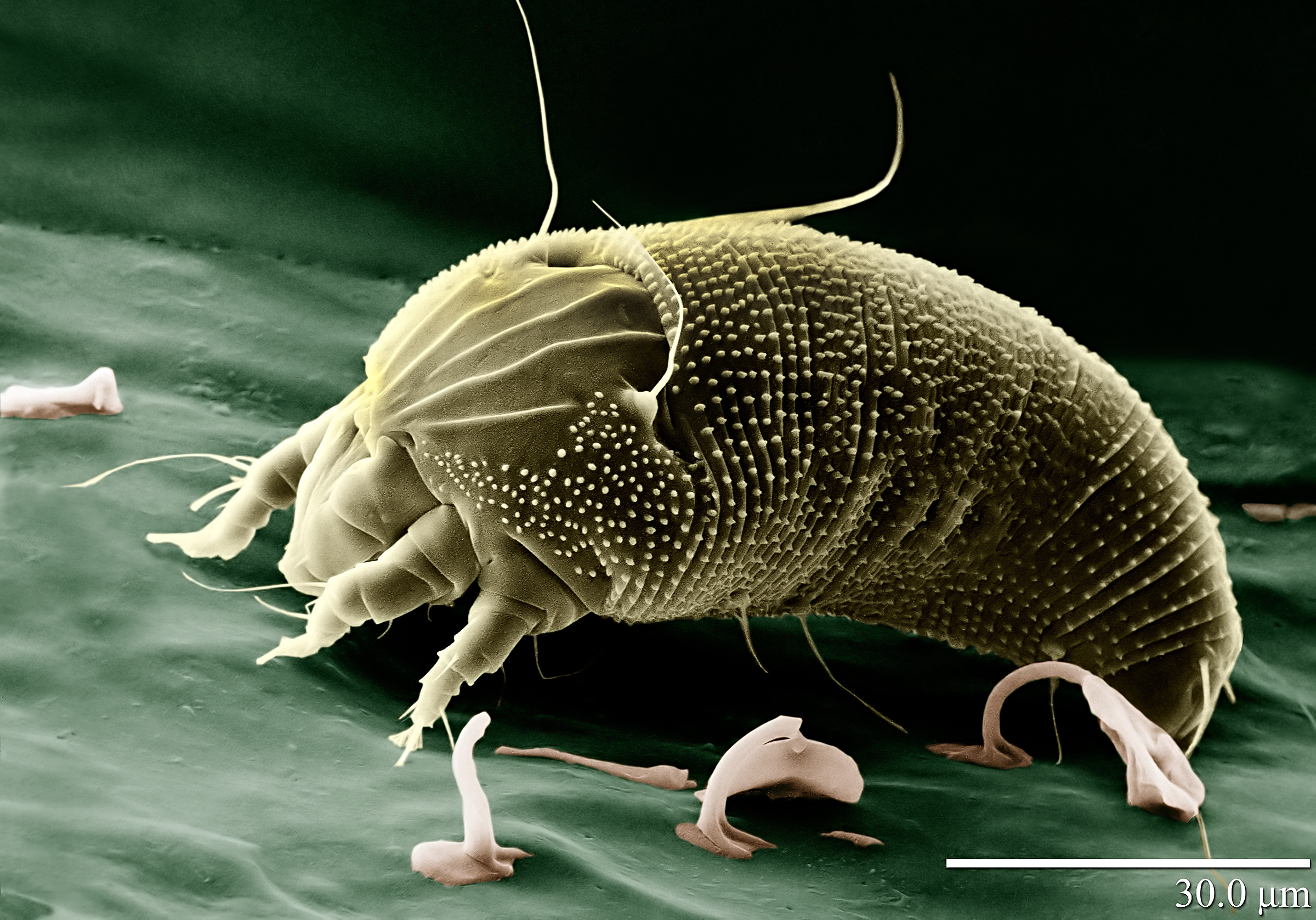
フシダ二類の1種 Aceria anthocoptes
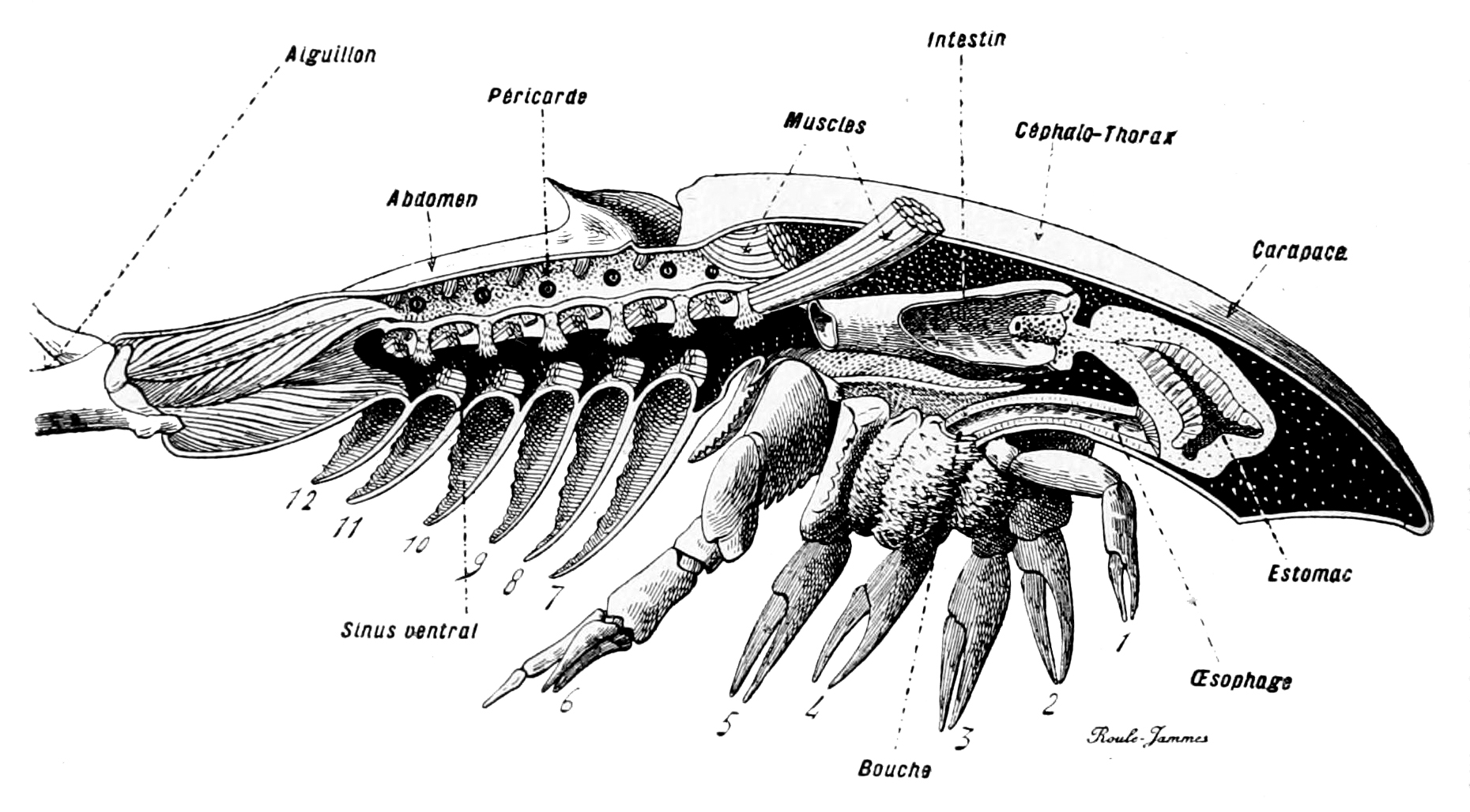
カブトガニ類の縦断面図。背面2枚の甲羅の境目は、付属肢と内部構造の分化に示される前体と後体の境目より後ろの位置に当たる。

一見して合体節に似るが、複数体節の複合体ではない・体節構造の境目に対応しない・機能分化に対応しないなど、特定の条件を満たさないことで、合体節として認められない部分は一部の節足動物に見られる。このような構造は「pseudotagma」（複数形: pseudotagmata, 偽 pseudo + 合体節 tagma）といい、次の例が挙げられる。
- ダニ類の先頭には顎体部（gnathosoma, capitulum）という突出した部分がある。かつて、これは頭部のように先節と第1-2体節を含む合体節で、それ以降の体の部分は、第3体節以降の体節のみ含む胴体部（idiosoma）と考えられた（この胴体部の前方は更に第3-6体節のみ含むとされる脚体部 podosoma、第3-4体節のみ含むとされる前胴体部 propodosoma とも区別された）[33][4][5]。しかし、顎体部は先節と第1-2体節由来の付属肢（上唇・鋏角・触肢）のみでできた複合体で、体節自体や同じ体節由来の他の構造（脳神経節・先節由来の眼など）は、むしろ胴体部/脚体部/前胴体部に含まれている。従って顎体部（およびそれを含まない従来の胴体部/脚体部/前胴体部）は pseudotagma であり、合体節として認められなくなっている[15]。
- フシダ二類（Eriophyoidea）の後体は往々にして体表の筋や背面の甲羅など、体節構造に対応しない複数のパーツが前後に分かれている。これらはそれぞれ1つの pseudotagma としてまとめられ、順に cervix・postprodorsum・pretelosoma・telosoma として区別される。その中で cervix と postprodorsum がまとめて superpostprodorsum、cervix・ postprodorsum・pretelosoma がまとめて thanosoma をなしている場合もある[65]。
- カブトガニ類の背面前後2枚の甲羅、いわゆる背甲と thoracetron は、一見してそれぞれ前体（先節+第1-6体節、鋏角と脚をもつ）と後体（第7体節以降、唇様肢と蓋板をもつ）という2つの合体節に対応するように見える。しかし解剖学と発生学的証拠によると、この2枚の甲羅の境目は、実際には前体と後体の境目（第6と第7体節/最終の脚と唇様肢の間）ではなく、2番目の後体付属肢（蓋板）をもつ第8体節（後体第2節）の途中から後方までの背面に当たる。これにより、カブトガニ類の背甲は前体から後体第2節の一部、thoracetron は後体第3節以降の部分のみを覆いかぶさった pseudotagma である[37][5]。